# Callicostella ascensionis
Callicostella ascensionis är en bladmossart som beskrevs av Brotherus 1907. Callicostella ascensionis ingår i släktet Callicostella och familjen Hookeriaceae. Inga underarter finns listade i Catalogue of Life.